# Loona (gruppo musicale)
Le Loona (이달의 소녀?, Idar-ui sonyeoLR; lett. "Ragazza del mese"; reso graficamente come LOOΠΔ o LOONA) sono un gruppo musicale sudcoreano formatosi a Seul nel 2016.
Hanno esordito nel 2018 con dodici membri, scesi a undici quando Chuu è stata rimossa nel novembre 2022. Nei mesi successivi le altre componenti hanno fatto causa all'etichetta, la Blockberry Creative, richiedendo e ottenendo l'annullamento dei loro contratti. Dopo la separazione dall'agenzia dieci di loro sono entrate in gruppi di nuova formazione (Artms e Loossemble), mentre due hanno proseguito come soliste. Ciononostante non considerano le Loona sciolte, ma temporaneamente impossibilitate a svolgere l'attività musicale sotto questo nome.

## Etimologia
Il nome "Loona" deriva dalle lettere dell'alfabeto hangul ㅇㄷ ㅇㅅㄴ, ciascuna delle quali è l'iniziale dei blocchi sillabici che formano il nome coreano del gruppo. Quando riorganizzate in ㄴㅇ ㅇㄷㅅ, assomigliano graficamente a Loona in alfabeto latino. Il loro nome in coreano, "I dar-ui sonyeo" (이달의 소녀?, 이달의 少女?, I darŭi sonyŏMR), si traduce "la ragazza del mese", e, conseguentemente, i dodici membri del collettivo sono stati presentati a cadenza mensile.

## Storia

### 2014-2018: formazione
Il debutto delle Loona viene avviato nel 2014 dall'AD della Levite United Lee Jong-myung con lo scopo di creare un artista che possa rappresentare la Corea. Lee fonda una nuova agenzia, la Blockberry Creative, e riceve sponsorizzazioni da Stati Uniti, Giappone e Corea del Sud per 100 miliardi di won per portare avanti il suo progetto. Il 2 ottobre 2016, la Blockberry Creative annuncia che farà esordire il suo primo gruppo femminile nell'arco di diciotto mesi, facendo pubblicare ad ogni membro un singolo eponimo prima del debutto di gruppo. Le componenti vengono svelate una alla volta di mese in mese, costruendo contemporaneamente intorno al collettivo un universo fittizio a cui possano interessarsi gli appassionati di mondi fantasy.
Tra l'ottobre 2016 e il gennaio 2017, vengono presentati quattro membri, HeeJin, HyunJin, HaSeul e YeoJin. Nel marzo 2017 viene introdotto il primo sottogruppo, le Loona 1/3, composto da HeeJin, HyunJin, HaSeul e dal nuovo membro ViVi. Le Loona 1/3 pubblicano l'EP Love & Live il 13 marzo, seguito da una riedizione intitolata Love & Evil il 27 aprile dello stesso anno.
Tra aprile e luglio 2017 ViVi, Kim Lip, JinSoul e Choerry pubblicano i rispettivi singoli solisti, continuando lo schema mensile. A settembre HeeJin e HyunJin entrano nel talent show della JTBC Mix Nine, arrivando rispettivamente quarta e diciottesima a fine programma. Il secondo sottogruppo, le Loona Odd Eye Circle, composto da Kim Lip, JinSoul e Choerry, pubblica l'EP Mix & Match il 21 settembre 2017. Una versione inglese della loro canzone Loonatic viene distribuita online il 23 ottobre, una settimana prima della riedizione dell'EP, intitolata Max & Match e contenente tre nuove canzoni.
Tra novembre 2017 e gennaio 2018 vengono pubblicati i singoli dei tre nuovi membri Yves, Chuu e Go Won, mentre a marzo viene presentata l'ultima componente del gruppo, Hyeju. Le quattro ragazze formano il terzo sottogruppo, le Loona yyxy, che pubblica l'EP Beauty & the Beat il 30 maggio 2018. Il suo brano apripista, Love4eva, viene realizzato in collaborazione con la musicista canadese Grimes.

### 2018-2021: Debutto con[+ +],[#],[12:00]e[&]

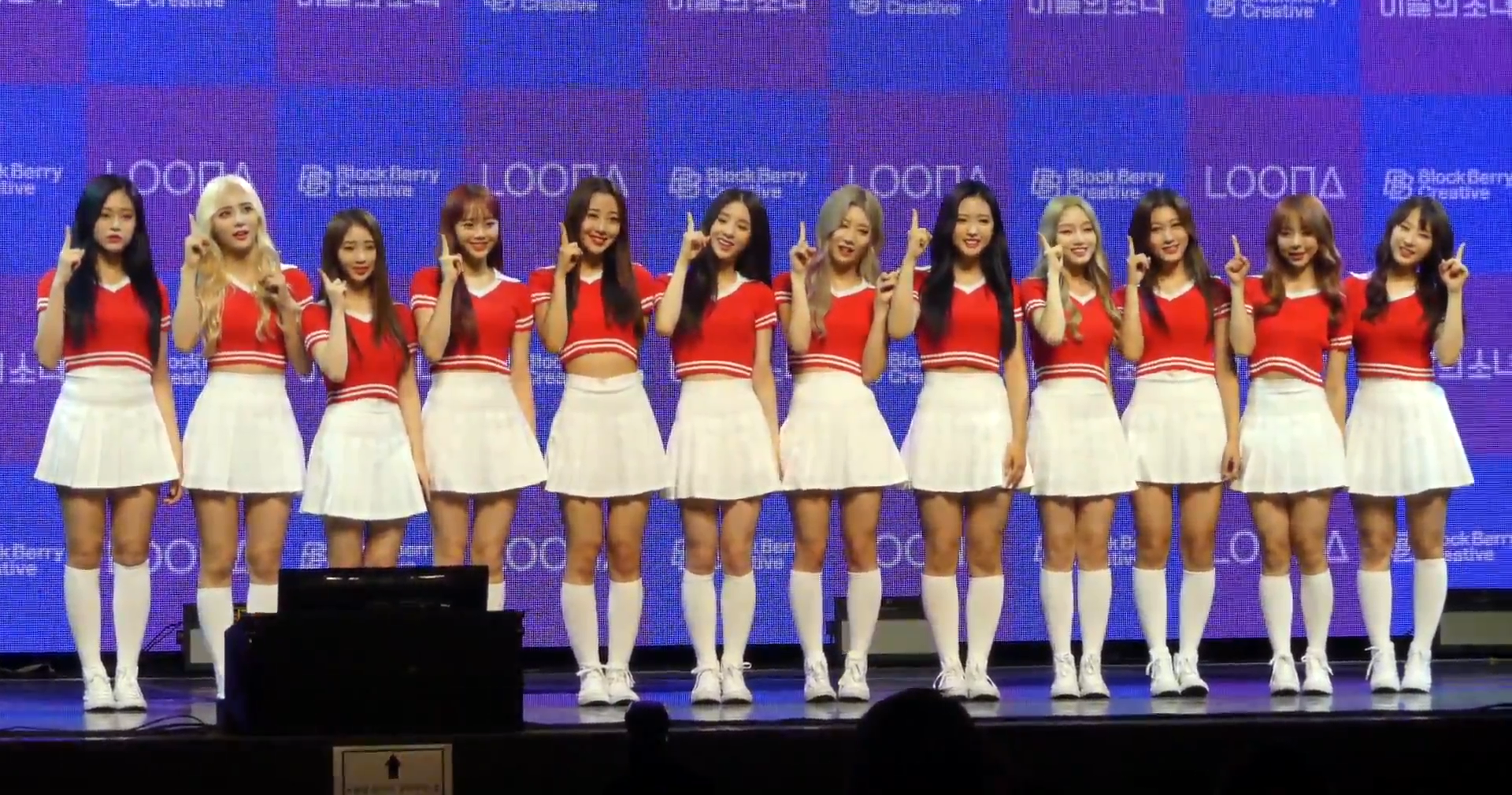
Le Loona al loro showcase di debutto. Da sinistra: HyunJin, JinSoul, YeoJin, Chuu, Yves, HeeJin, Kim Lip, Hyeju, Go Won, Choerry, ViVi, HaSeul

Il 7 agosto 2018 le Loona, per la prima volta al completo, pubblicano il singolo Favorite, anticipando l'EP di debutto [+ +] ("plus plus") che esce invece il 20 agosto seguente accompagnato dal video musicale dell'apripista Hi High. La riedizione del disco, [X X] ("multiply multiply"), viene distribuita il 19 febbraio 2019 con sei tracce aggiuntive, tra cui il nuovo apripista Butterfly.
Il 13 dicembre 2019 il gruppo pubblica il singolo 365 come segno di apprezzamento per i propri fan. Esso è incluso nel secondo EP [#] ("hash"), uscito il 5 febbraio 2020, che vede la partecipazione soltanto di undici componenti, essendo HaSeul a riposo per problemi di ansia. L'apripista So What vale al gruppo il primo trofeo di un programma musicale, quello di M Countdown del 12 marzo. Il 19 ottobre esce il loro terzo EP [12:00]  ("midnight"). Inciso anch'esso senza HaSeul, è il loro primo disco a entrare nella classifica statunitense Billboard 200, in posizione 112. Il 28 giugno 2021 il gruppo pubblica il quarto EP [&], per la prima volta di nuovo in dodici dal 2019.

### 2022-presente:Flip That, uscita di Chuu e abbandono della BlockBerry Creative
Dal 31 marzo al 2 giugno 2022, le Loona partecipano al programma televisivo di Mnet Queendom 2, classificandosi seconde in finale, e il 20 giugno esce il loro EP estivo Flip That.
Il 25 novembre 2022 la Blockberry Creative annuncia di aver espulso Chuu dal gruppo in quanto sospettata di abuso di potere e linguaggio offensivo nei confronti dello staff, accusa che la stessa nega. Qualche giorno più tardi, viene riportato che tutti i membri rimanenti eccetto ViVi e HyunJin hanno fatto richiesta di sospensione dei loro contratti. L'agenzia smentisce la notizia, e il 7 dicembre annuncia che il gruppo tornerà presto sulla scena musicale con undici membri. L'uscita del nuovo album The Origin Album [0], prevista per il 3 gennaio 2023, viene però posticipata indefinitamente vista la situazione in corso. Il 13 gennaio JinSoul, Kim Lip, HeeJin e Choerry vincono la causa contro la Blockberry Creative, ottenendo la sospensione dei loro contratti; HaSeul, YeoJin, Yves, Go Won e Hyeju invece la perdono a causa di modifiche apportate ai loro contratti nel 2021. Il 1º febbraio, l'agenzia presenta una petizione alla Korean Entertainment Management Association per bandire Chuu da tutte le attività di intrattenimento in Corea del Sud e dichiara che farà lo stesso per i quattro membri che hanno vinto la causa. Il 3 febbraio, anche HyunJin e ViVi fanno causa per sospendere i loro contratti.
Il 17 marzo, HeeJin, Kim Lip, JinSoul e Choerry firmano con la Modhaus, casa discografica dell'ex direttore artistico delle Loona Jaden Jeong, entrando a far parte del progetto musicale Artms (Artemis) dell'agenzia. Il 12 giugno HyunJin e ViVi siglano un contratto con CTDENM, mentre il 16 giugno una decisione della 5ª Divisione Civile dell'Alta Corte di Seul si pronuncia a favore di HaSeul, YeoJin, Yves, Go Won e Hyeju, rescindendo i loro contratti con la BlockBerry Creative e segnando la separazione completa delle Loona dall'agenzia. Nelle settimane successive HaSeul entra alla Modhaus, e YeoJin, Go Won e Olivia Hye (con il nuovo nome HyeJu) alla CTDENM.
Il 12 luglio 2023, durante lo showcase per promuovere l'EP Version Up delle Odd Eye Circle sotto la Modhaus, Kim Lip afferma: "Siccome [le Loona] non sono un gruppo sciolto, stiamo lasciando aperta la possibilità di [svolgere] attività come gruppo completo. Tuttavia, ci sono alcune cose a cui prestare attenzione perché non possiamo usare liberamente il nome Loona, ma lasciamo [comunque] aperta questa possibilità". Il 15 settembre, HyunJin, YeoJin, ViVi, Go Won e HyeJu iniziano le attività sotto la CTDENM nel nuovo gruppo Loossemble.
Il 14 marzo 2024 Yves firma con Paix Per Mil come solista, mentre il 31 maggio HeeJin, HaSeul, Kim Lip, JinSoul e Choerry ridebuttano con il nome Artms sotto Modhaus.

## Stile musicale
La discografia delle Loona abbraccia diversi generi musicali, dalla dance tipica del K-pop all'R&B, dal dream pop al J-pop, e il critico musicale Kim Young-dae ha indicato Sweet Crazy Love e Butterfly come loro canzoni rappresentative.

## Formazione
Attuale
- HeeJin – voce (2016-presente)
- HyunJin – voce (2016-presente)
- HaSeul – leader, voce (2016-presente)
- YeoJin – voce, rap (2017-presente)
- ViVi – voce (2017-presente)
- Kim Lip – voce (2017-presente)
- JinSoul – rap (2017-presente)
- Choerry - voce, rap (2017-presente)
- Yves – voce (2017-presente)
- Go Won – voce, rap (2018-presente)
- Hyeju – voce (2018-presente)

Ex componenti
- Chuu – voce (2018-2022)

Timeline
Sottogruppi
- Loona 1/3 (2017): HaSeul, ViVi, HyunJin;
- Loona Odd Eye Circle (2017): Kim Lip, JinSoul, Choerry;
- Loona yyxy (2018): Yves, Go Won, Hyeju, Chuu

## Discografia

### EP
- 2017 – Love & Live (Loona 1/3)
- 2017 – Mix & Match (Loona Odd Eye Circle)
- 2018 – Beauty & the Beat (Loona yyxy)
- 2018 – + +
- 2020 – #
- 2020 – 12:00
- 2021 – &
- 2022 – Flip That

### Singoli
- 2016 – HeeJin (HeeJin)
- 2016 – HyunJin (HyunJin)
- 2016 – HaSeul (HaSeul)
- 2017 – YeoJin (YeoJin)
- 2017 – ViVi (ViVi)
- 2017 – Kim Lip (Kim Lip)
- 2017 – JinSoul (JinSoul)
- 2017 – Choerry (Choerry)
- 2017 – Loonatic (Eng. Ver.) (Loona Odd Eye Circle)
- 2017 – Yves (Yves)
- 2017 – The Carol 2.0 (ViVi, Choerry, Yves)
- 2017 – Chuu (Chuu)
- 2018 – Go Won (Go Won)
- 2018 – Hyeju (Hyeju)
- 2018 – Favorite
- 2019 – 365
- 2021 – PTT (Paint The Town) (Japanese ver.)
- 2021 – Not Friends
- 2021 – Hula Hoop/Star Seed
- 2022 – Don't Go (Queendom2 Version) (con le Kep1er)
- 2022 – Sick Love
- 2022 – Luminous

## Videografia
- 2016 – ViVid (HeeJin)
- 2016 – ViVid (Acoustic Mix) (HeeJin)
- 2016 – Around You (HyunJin)
- 2016 – I'll Be There (HeeJin, HyunJin)
- 2016 – Let Me In (HaSeul)
- 2016 – The Carol (HeeJin, HyunJin, HaSeul)
- 2017 – Kiss Later (YeoJin)
- 2017 – My Sunday (HeeJin, HyunJin)
- 2017 – My Melody (HaSeul, YeoJin)
- 2017 – Love&Live (Loona 1/3)
- 2017 – Everyday I Love You (ViVi)
- 2017 – Sonatine (Loona 1/3)
- 2017 – Everyday I Need You (ViVi)
- 2017 – Eclipse (Kim Lip)
- 2017 – Singing in the Rain (JinSoul)
- 2017 – Rain 51db (Loona 1/3)
- 2017 – Love Cherry Motion (Choerry)
- 2017 – Girl Front (Loona Odd Eye Circle)
- 2017 – Loonatic (Lyric ver.) (Loona Odd Eye Circle)
- 2017 – Sweet Crazy Love (Loona Odd Eye Circle)
- 2017 – New (Yves)
- 2017 – The Carol 2.0 (ViVi, Choerry, Yves)
- 2017 – Heart Attack (Chuu)
- 2018 – One&Only (Go Won)
- 2018 – Egoist (Hyeju)
- 2018 – Love4eva (Loona yyxy)
- 2018 – Favorite
- 2018 – Hi High
- 2018 – Butterfly
- 2020 – So What
- 2020 – Why Not?
- 2020 – Star
- 2021 – PTT (Paint The Town)
- 2022 – Flip That

## Riconoscimenti
- Asia Artist Award
  - 2018 – Candidatura Artisti più popolari (cantanti) – Top 50[63]
  - 2019 – Premio popolarità (Gruppi femminili)[64]
  - 2019 – Focus Award (Cantanti)[64]
- Asia Model Award
  - 2020 – Premio popolarità[65]
- Brand Customer Loyalty Award
  - 2020 – Astro nascente[66]
- BreakTudo Awards
  - 2019 – Candidatura Gruppo femminile K-pop[67]
- The Fact Music Award
  - 2021 – Candidatura Fan & Star Choice Award (Artist)[68]
- Genie Music Award
  - 2018 – Candidatura Artista dell'anno[69]
  - 2018 – Candidatura Nuovo artista femminile[70]
  - 2018 – Candidatura Premio popolarità di Genie Music[71]
  - 2019 – Candidatura Nuovo artista femminile[72]
  - 2019 – Candidatura Premio popolarità globale[73]
- Golden Disc Award
  - 2019 – Candidatura Premio artista principiante[74]
  - 2019 – Candidatura Premio popolarità[75]
  - 2021 – Premio prossima generazione[76]
  - 2022 – Candidatura Bonsang - sezione album per &[77]
- Korea First Brand Award
  - 2018 – Idol femminile principiante più atteso[78]
- Melon Music Award
  - 2018 – Candidatura Miglior nuovo artista (donne)[79]
- Mnet Asian Music Award
  - 2018 – Candidatura Miglior nuovo artista femminile[80]
  - 2018 – Candidatura Artista dell'anno[81]
- MTN Ad Festival Award
  - 2019 – Astro nascente delle pubblicità[82]
- MTV Europe Music Awards
  - 2018 – Best Korean Act[83]
- Seoul Music Award
  - 2019 – Candidatura Premio nuovo artista[84]
  - 2019 – Candidatura Premio popolarità[84]
  - 2019 – Candidatura Premio speciale hallyu[84]
  - 2021 – Candidatura Whos Fandom Award[85]
  - 2021 – Candidatura Bonsang[86]
  - 2021 – Candidatura Premio popolarità[86]
  - 2021 – Candidatura Premio popolarità K-Wave[86]
- Soribada Best K-Music Award
  - 2019 – Premio esibizione[87]
  - 2020 – Premio Music Hot Star[88]